# Memecylon garcinioides
Memecylon garcinioides är en tvåhjärtbladig växtart som beskrevs av Carl Ludwig von Blume. Memecylon garcinioides ingår i släktet Memecylon och familjen Melastomataceae. Inga underarter finns listade i Catalogue of Life.